# إرشاد الفحول إلى تحقيق الحق من علم الأصول
ٳرشاد الفحول إلى تحقيق الحق من علم الأصول أحد كتب أصول الفقة ألفه الامام محمد الشوكاني (1173 هـ , 1250 هـ - 1759 , 1834) , قصد المؤلف في مؤلفه بيان الراجح في الفقة من المرجوح ، وأوضح فيه السقيم من الصحيح في مسائل علم الأصول ليكون العالم الأصولي على بصيرة من علمه ، وقد رتب الامام محمد الشوكاني كتابه على مقدمة وسبعة مقاصد وخاتمة.
يقول الامام محمد الشوكاني في مقدمة كتابه:
| إرشاد الفحول إلى تحقيق الحق من علم الأصول | فاعلم يا طالب الحق أن هذا كتاب تنشرح له صدور المنصفين ويعظم قدره بما اشتمل عليه من الفوائد الفرائد في صدور قوم مؤمنين ولا يعرف ما اشتمل عليه من المعارف الحقة إلا من كان من المحققين , ولم أذكر فيه من المبادئ التي يذكرها المصنفون في هذا الفن إلا ما كان لذكره مزيد فائدة يتعلق به تعلقا تاما وينتفع بها فيه انتفاعا زائدا , وأما المقاصد فقد كشفت لك عنها الحجاب كشفا يتميز به الخطأ من الصواب بعد أن كانت مستورة عن أعين الناظرين بأكثف جلباب | إرشاد الفحول إلى تحقيق الحق من علم الأصول |